# Paprotnia (powiat brzeziński)
Paprotnia – wieś w Polsce położona w województwie łódzkim, w powiecie brzezińskim, w gminie Brzeziny.
W latach 1975–1998 miejscowość należała administracyjnie do województwa skierniewickiego.
Przez wieś przebiega droga krajowa nr 72.
Miejscowość włączona jest do sieci komunikacji autobusowej MPK Łódź: linia 53.